# Thorild Folin
Thorild Conrad Folin, född 23 maj 1881 i Stockholm, död 10 september 1957 i Lidingö, var en svensk ingenjör.
Efter studentexamen i Gävle 1899 och avgångsexamen från Kungliga Tekniska högskolan i Stockholm 1904 tjänstgjorde Folin i Frankrike, bland annat vid Papeteries Gouraud, 1905–11, i Kanada vid Price Brothers Ltd och Belgo-Canadian Pulp and Paper Company 1912–17 och därefter vid Bergvik och Ala Nya AB, där han var överingenjör 1918–46. Han var även styrelseordförande i Arbrå Mekaniska Verkstads AB i Arbrå.